# Maggi Parker
Maggi Parker là 1 diễn viên người Mỹ,sinh tại Nashua, New Hampshire. Cô đóng trong phần 11 của bộ phim hài Hawaii Five-O trong năm 1968 và 1969 với vai nữ thư ký.

## Liên kết khác
- Maggi Parker trên IMDb